# Calabritto
Calabritto est une commune italienne de la province d'Avellino, dans la région Campanie. En 2019, sa population comptait environ 2 300 habitants.

## Géographie
Calabritto est une petite ville entourée par les monts Picentini à l'ouest et traversé par la rivière Sele dans sa partie orientale. Elle est reliée par une route de montagne à la station de ski et village de Laceno (frazione de Bagnoli Irpino).
Elle est limitrophe des municipalités d’Acerno (province de Salerne), Bagnoli Irpino, Caposele, Lioni, Senerchia et Valva. La paroisse civile uniquement (frazione) de la municipalité est Quaglietta, municipalité autonome fusionnée avec Calabritto en 1928.
En été, les températures varient de 15,5 °C à 32,2 °C.

### Communes limitrophes
Acerno, Bagnoli Irpino, Caposele, Lioni, Senerchia,  Valva

## Histoire
La ville a été  gravement frappée par le tremblement de terre de l'Irpinia le 23 novembre 1980 et elle a dû être reconstruite. Située dans une région sismique, la ville est sujette à de petits tremblements de terre tous les deux mois environ.

## Économie
La plupart des travailleurs dans les travaux Calabritto pour l'entreprise industrielle se trouve à Salerne.

## Culture
En été, de nombreuses processions religieuses sont organisées. Au début de juillet, les gens marchent à mi-hauteur une des montagnes à l'église de La Madone, ou de la mère du Christ.[Quoi ?] La plupart des citoyens de Calabritto sont catholiques, certains sont évangéliques ou d'autres courants chrétiens.
Les noms communs de la ville sont Mattia, Zecca, Ficetola, Spatola, Gonnella, Di Trolio, D’Alessio, Filippone et Del Guercio. 

## Administration
| Période | Période  | Identité           | Étiquette                                       | Qualité |
| ------- | -------- | ------------------ | ----------------------------------------------- | ------- |
| 2011    | En cours | Gelsomino Centanni | liste civique Uniti per Calabritto e Quaglietta |         |